# Røde Halvmåne
Røde Halvmåne er Røde Kors's søsterorganisation og bliver brugt i bl.a. muslimske lande for ikke at virke som en kristen religiøs hjælpeorganisation.
Røde Halvmåne hører inde under samme organisation som Røde Kors og der er derfor ikke de store forskelle på de to organisationer udover deres logo.
| Forening eller organisation | Spire Denne artikel om en forening eller organisation er en spire som bør udbygges. Du er velkommen til at hjælpe Wikipedia ved at udvide den. |